# Chalybion flebile
Chalybion flebile (лат.) — вид роющих ос рода Chalybion из семейства Sphecidae (Sceliphrinae). Палеарктика.

## Распространение
Встречается в Южной Европе (Греция, Испания, Италия, Крит, Португалии), Северной Африке (Ливия, Египет) и на Ближнем Востоке (Израиль, Сирия, Оман, Объединенные Арабские Эмираты, Ирак, Иран).

## Описание
Осы средних размеров (длина 11—16 мм). Голова, грудь и брюшко сине-зелёного металлического цвета. Антенны черные. Передние крылья затемнены. Усики самок 12-члениковые, у самцов состоят из 13 сегментов. Длина самок от 11 до 16 мм, самцы от 11 до 14 мм. Имеют длинную и узкую «талию» (петиоль — участок между грудью и брюшком).